# Edmund Lockyer
Edmund Lockyer (Plymouth (Devon), 21 gennaio 1784 – Sydney, 10 giugno 1860) è stato un militare ed esploratore britannico (in particolare, esplorò l'Australia).

## Biografia

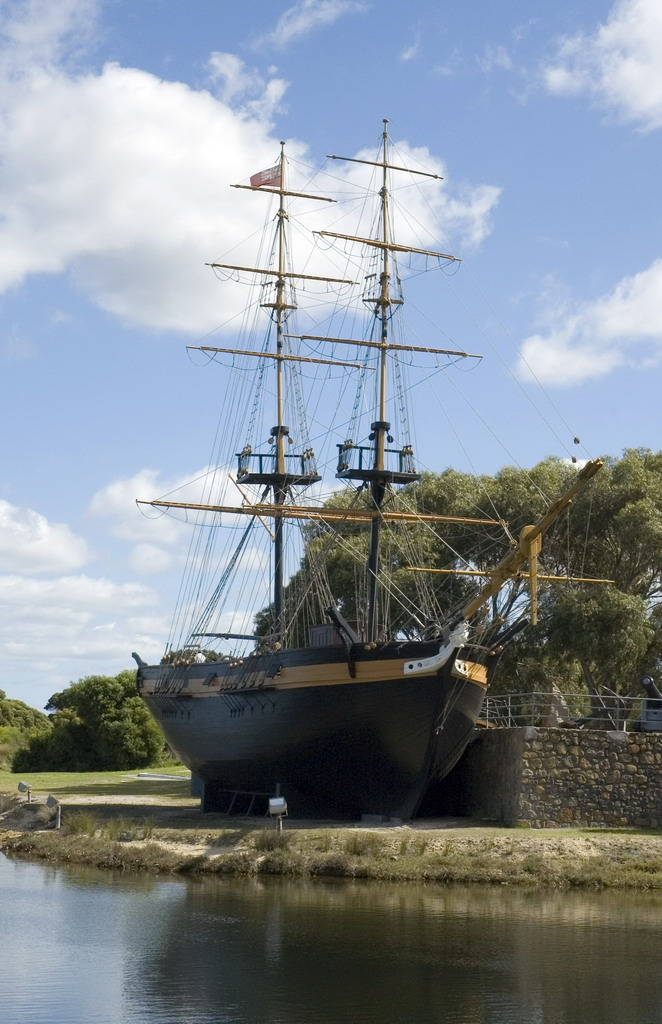
Replica del brigantino Amity

Edmund Lockyer era figlio di Thomas, un fabbricatore di vele, e della moglie Ann Grose.
Lockyer intraprese la sua carriera nell'esercito come sottotenente nel 19º Reggimento di fanteria (chiamato anche Green Howards) nel giugno 1803; al principio del 1805 fu promosso tenente e nell'agosto 1805 capitano.
Lockyer fu quindi promosso maggiore nell'agosto 1819 e nell'agosto 1824 fu trasferito al 57º Reggimento di fanteria.
Lockyer giunse a Sydney, capitale della colonia britannica del Nuovo Galles del Sud a bordo della Royal Charlotte nell'aprile 1825 con alcuni uomini del 57º; assieme a lui vi erano anche sua moglie e i 10 figli.
Nell'agosto 1825, fu chiesto a Lockyer di guidare una spedizione per esplorare il corso superiore del fiume Brisbane, dove da poco si erano insediati gli Europei.
Il 2 settembre, Lockyer salpò da Sydney a bordo del cutter Mermaid, giungendo all'insediamento di Brisbane il 7 settembre.
Lasciò quindi il Mermaid a Brisbane e risalì il corso del fiume a bordo di una piccola barca.
Lockyer vide depositi di carbone sulle rive, essendo così il primo a individuare la presenza di carbone nel Queensland. Lockyer ritornò a Sydney il 16 ottobre 1825, ove fece rapporto al governatore Sir Thomas Brisbane.
Alla fine del 1826, Lockyer guidò una spedizione per rivendicare il possesso dell'Australia Occidentale al Regno Unito.
Salpò a bordo del brigantino Amity, giungendo al King George Sound il 25 dicembre, accompagnato da 20 soldati e 23 detenuti.
Questo fu il principio del primo insediamento europeo nell'Australia Occidentale.
La base militare fondata da Lockyer fu chiamata Frederick's Town (successivamente rinominata Albany) e sarebbe poi diventata un importante porto con acque profonde.
L'interrogatorio di due cacciatori di foche, arrestati per crimini contro la popolazione locale, rivelò l'intelligenza dell'esplorazione del King George Sound effettuata da Dumont D'Urville.
Lockyer aveva programmato per il successivo mese di febbraio un viaggio via terra fino alla regione del fiume Swan, ma apprese che James Stirling aveva già esplorato l'area.
Lockyer rimase nell'insediamento fino a quando il comando poté essere trasferito al capitano Wakefield. Lockyer ritornò a Sydney il 3 aprile 1827, ove, dimessosi dall'esercito, si stabilì.

## Ermington House (Sydney) e luoghi geografici intitolati a Lockyer
Ermington, il sobborgo di Sydney, fu così chiamato dal nome della residenza di Lockyer, "Ermington House".
Un sobborgo di Albany, Australia Occidentale, commemora il fondatore della città, così come furono nominati in suo onore il Lockyer Creek e la Lockyer Valley nel Queensland.
Lockyer fondò la prima fonderia dell'Australia. Nel 1856 divenne il primo Usher of the Black Rod ("Usciere dell'asta nera") del Parlamento del Nuovo Galles del Sud.
Edmund Lockyer morì nel 1860 e fu sepolto nel Camperdown Cemetery di Sydney.